# عباس فرزانگان
 عباس فرزانگان  بازیکن سابق فوتبال ایران و تیم ملی فوتبال ایران است. وی سابقه بازی در باشگاه فوتبال طوفان را دارد.
وی سابقه ۱ بازی ملی و عضو اولین تیم ملی فوتبال ایران در سال ۱۳۲۰ در مقابل تیم ملی فوتبال افغانستان بوده است.